# Jugurtha

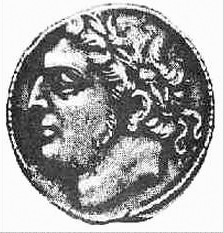
Jugurtha – Münzbildnis mit Königsbinde

Jugurtha (Zentralatlas-Tamazight ⵢⵓⴳⵔⵜⵏ Yugerten * etwa 160 v. Chr.; † 104 v. Chr.) war König der numidischen Massylier.

## Frühe Jahre
Jugurtha war Neffe und später Adoptivsohn des Micipsa, König von Numidien (zur damaligen Zeit ein römisches Vasallenkönigreich). Er stammte im Gegensatz zu seinen späteren Adoptivbrüdern Adherbal und Hiempsal I. aber nicht von Micipsas Lieblingsfrau ab und hatte deshalb keinen rechtmäßigen Anspruch auf den Thron.
Jugurtha war allerdings sehr beliebt bei den Numidern, so dass Micipsa sich dazu veranlasst sah, ihn nach Spanien zu schicken, wo Jugurtha in der römischen Armee diente (er half unter anderem bei der Belagerung von Numantia an der Seite seines späteren Gegners Marius). Jugurtha gab seine Thronambitionen in Numidien jedoch nicht auf, sondern knüpfte Kontakte zu mehreren einflussreichen Römern und erkannte, dass die Schwäche der Römer in ihrer Bestechlichkeit bestand.

## Machtübernahme
Als Micipsa im Jahr 118 v. Chr. starb, brach ein Thronerbenstreit aus. Bei Verhandlungen ließ Jugurtha Hiempsal ermorden. Adherbal konnte fliehen. Im Jahr 116 v. Chr. stimmte Rom einer Reichsteilung zwischen Jugurtha und Adherbal zu, obwohl ersterer nur durch Gewalt in die Thronfolge eingebrochen war. Eigentlich war Rom die Schutzmacht Numidiens und hätte dessen rechtmäßigen Thronerben schützen müssen. Doch Jugurtha hatte einen großen Teil der römischen Nobilität gekauft. Ein Teil des Senats war bestochen worden und jede Entscheidung zu Ungunsten Jugurthas wurde blockiert.
Jugurtha war mit dem Erreichten aber noch unzufrieden. Er griff an, eroberte im Jahr 112 v. Chr. die Hauptstadt Cirta und ließ Adherbal zusammen mit der gesamten männlichen Bevölkerung der Stadt hinrichten. Diesem Massaker fielen auch einige römische Händler zum Opfer, wodurch der Senat schließlich zum Eingreifen gezwungen wurde.

## Krieg mit Rom
Doch auch die militärischen Operationen, die in den Jugurthinischen Krieg übergingen, wurden nur halbherzig geführt, denn noch immer hatte Jugurtha einen Teil der römischen Oberschicht in seinen Händen. Im Jahr 111 v. Chr. ging Konsul Lucius Calpurnius Bestia nach Numidien, um dort endlich für Recht und Ordnung zu sorgen, doch er schloss bald einen für Jugurtha sehr vorteilhaften Frieden, möglicherweise wurde auch er bestochen. Daraufhin lud der Volkstribun Gaius Memmius Jugurtha nach Rom, wo er vor einer Volksversammlung Rechenschaft darüber ablegen sollte, ob er sich die vorteilhaften Bedingungen nicht eventuell erkauft hatte. Dass diese Anhörung nicht vor dem Senat, sondern vor einer Volksversammlung stattfinden sollte, war ein deutlicher Bruch mit der außenpolitischen Tradition Roms und zudem ein Indikator für die vorherrschenden politischen Spannungen der Zeit. Jugurtha kam zwar nach Rom, doch verzichtete die Versammlung, auf ein Veto eines Volkstribunen hin, in letzter Minute auf dessen Befragung; vermutlich war auch hier wieder numidisches Geld geflossen. Als Jugurtha von Rom aus auch noch einen möglichen Rivalen in Numidien ermorden ließ, war das Maß voll: Jugurtha musste aus Rom fliehen, der Krieg ging weiter. Nach seiner Rückkehr nach Numidien soll Jugurtha den Satz gesprochen haben, dass alles und jeder in Rom käuflich sei.
Anfang des Jahres 109 v. Chr. mussten die Römer in Numidien eine schwerwiegende Niederlage hinnehmen, als Aulus Postumius mit seinem Heer in die Enge gedrängt und zur Kapitulation gezwungen wurde. Jugurtha forderte einen äußerst großzügigen Vertrag mit Rom als Friedensbedingung, in dem er zum „foedus“ (Bundesgenossen) aufgewertet wurde, was seine usurpierte Stellung nach außen absichern sollte. Doch der unter Zwang zustande gekommene Vertrag wurde vom Senat nicht anerkannt. Ein neuer Befehlshaber sollte den Krieg endlich beenden. Marius war ein sog. Homo Novus, also ein politischer Aufsteiger, der sich spätestens bei seinen Kriegszügen in Iberien einen unglaublichen Wohlstand erarbeitet hatte. Marius fiel zum ersten Mal bei der Einnahme Numantias (133 v. Chr.) auf, bei der auch schon Jugurtha behilflich gewesen war. Er war ein hervorragender Soldat und verdiente sich bald einen guten Ruf als militärischer Anführer. Im Jahr 107 v. Chr. wurde er zum Konsul gewählt und mit der Niederschlagung des Jugurtha-Aufstandes beauftragt. Marius reformierte zuerst das Heereswesen, erhöhte die Effektivität des Heeres durch taktische Änderungen und reduzierte den Heerestross auf ein Minimum.

## Niederlage

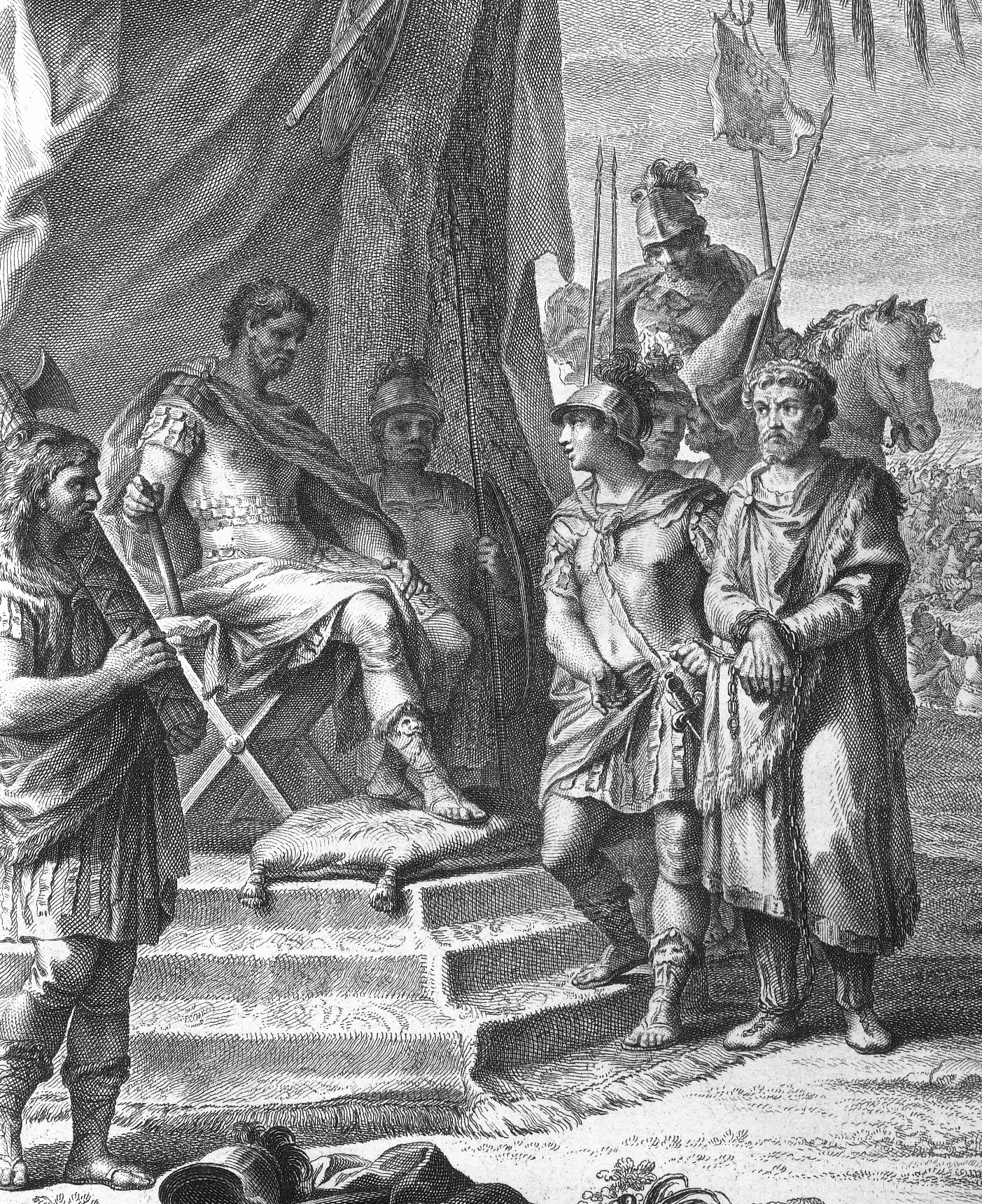
Der gefangene Jugurtha wird vor den römischen Feldherrn gebracht

Marius’ neu formiertes Heer ging erfolgreich gegen Jugurtha vor, konnte ihn mehrmals besiegen und in die Enge treiben, so dass Jugurtha nach Mauretanien fliehen musste. Den Ruhm für den endgültigen Sieg im Jahr 105 v. Chr. erwarb sich allerdings einer seiner Unterfeldherren, nämlich Sulla, der durch geschicktes Verhandeln die Auslieferung Jugurthas von dessen Schwiegervater Bocchus von Mauretanien erreichte. Da Sulla den Ruhm für die Beendigung des Jugurthinischen Krieges einheimste, führte dies zu einer dauerhaften Feindschaft zwischen Marius und Sulla. Der Usurpator Jugurtha wurde wenig später in Rom im Tullianum hingerichtet. Sein Reich erbten Gauda, ein Halbbruder Jugurthas, und Bocchus von Mauretanien.

## Historische Bedeutung
Die Jugurtha-Episode nimmt trotz ihrer außenpolitisch eher marginalen Bedeutung für die römische Geschichte einen wesentlichen Stellenwert ein, da durch sie die Korruption innerhalb der römischen Nobilität am Ende des 2. Jahrhunderts v. Chr. deutlich wurde. Jugurthas in jeder Hinsicht illegales Vorgehen, das trotzdem vom Senat wenigstens in weiten Teilen gebilligt wurde, ist ein Symptom für die Brüchigkeit des republikanischen Systems, das unter anderem durch den ungeheuren Machtzuwachs Roms nach dem Ende der Punischen und Makedonischen Kriege und der damit verbundenen hemmungslosen Bereicherung zahlreicher Vertreter der römischen Oberschicht ins Wanken geriet. Zudem förderte das selbstherrliche Hinwegsetzen von Mitgliedern der Nobilität über Recht und Gesetz die Spaltung von Nobilität und einfacher Bevölkerung, die sich in den beiden gegenläufigen Arten, in Rom Politik zu machen (Optimaten und Popularen), äußerte.

## Fiktion
Zusammen mit dem Texter Jean-Luc Vernal (unter dem Pseudonym Laymille) schuf der belgische Comic-Zeichner Hermann für das Magazin Tintin eine Comic-Version der historischen Abenteuer des numidischen Prinzen in Form von einigen Kurzgeschichten, die später zu zwei Standard-Comic-Alben zusammengefasst wurden. Diese Geschichten erschienen auf Deutsch zunächst im Comic-Magazin ZACK und dem Comicfachmagazin Comixene. Mit dem Zeichner Franz führte Vernal die Comic-Serie weiter, verließ dabei aber die historische Realität: Statt ihn in römischer Gefangenschaft sterben zu lassen, lässt Vernal seinen Jugurtha fliehen und Abenteuer erleben, die ihn bis in die Mongolei führen. Der Carlsen-Verlag brach seine Alben-Edition dieser Serie nach 12 Bänden ab. 2017 startete FINIX eine Gesamtausgabe, die 2025 abgeschlossen werden konnte und fünf Bände umfasst.

## Quelle
- Sallust: Bellum Iugurthinum. = Der Krieg mit Jugurtha. lateinisch/deutsch. Studienausgabe. Herausgegeben, übersetzt und kommentiert von Josef Lindauer. Artemis & Winkler bei Patmos Verlag, Düsseldorf 2003, ISBN 3-7608-1374-7.

## Rezeption
- Franz Trautmann: Jugurtha. Trauerspiel in fünf Akten. (Manuscript.) München o. J. [1840] (Digitalisat bei Google Books)
- Ernst Anton Zündt: Jugurtha. Trauerspiel in fünf Acten. In: Ebbe und Fluth. Gesammelte lyrische Dichtungen und Jugurtha, Trauerspiel in fünf Akten (Digitalisat im Internet Archive)